# Tarja de Potosí
La Tarja de Potosí es una joya exhibida que se conserva en el Museo Histórico Nacional de la ciudad de Buenos Aires. Es una obra de arte única en su estilo, que fue obsequiada por las damas potosinas al General Belgrano en 1813 en agradecimiento por sus victorias frente a los realistas. Consiste en una artesanía de plata y oro, de grandes proporciones y de gran valor, tanto histórico como simbólico.

## Historia
Luego de las victorias en las batallas de Tucumán y Salta de las fuerzas de la Segunda Expedición Auxiliadora al Alto Perú los realistas debieron evacuar a la ciudad de Potosí, en donde habían establecido su cuartel general y retirarse hacia Oruro. El general Belgrano ingresó a Potosí el 19 de junio de 1813, la población lo aguardaba expectante y se habían preparado grandes celebraciones en su honor, aunque procuró pasar desapercibido arribando por la noche, fue homenajeado. Al día siguiente a su arribo se celebró la festividad de Corpus Chisti, evento muy importante pues, en aquellos tiempos, el Santísimo Sacramento era considerado  el  Patrono de la Villa Imperial. Belgrano encabezó los actos realizados para esta ocasión, que incluyeron procesiones, desfiles de indios mitayos, bailes típicos, banquetes, etc.

## El sarao y la Tarja
El 4 de julio de 1813 el General Belgrano ofreció un sarao en el Palacio de Linares en agradecimiento al recibimiento realizado.
Poco después de comenzado el baile una comisión formada por 77 damas patricias se dirigió al General para ofrecerle la Tarja de Plata. Encabezaban la comitiva María Álvarez, Gregoria Álvarez (hermanas) y Lucía Ramírez. También se encontraban otras patriotas y mártires de las Guerras de la Independencia como Gregoria Aranibar de Matos, las familiares del coronel Melchor Daza, de Joaquín de la Quintana, de Eustaquio Eguívar, de Mariano Toro, etc. 
Antes de la finalización del baile el General Belgrano tomó las dos medallas de oro, confeccionadas en la Casa de la Moneda de Potosí, que le habían obsequiado las damas potosinas y las colgó simétricamente de las flores de la Tarja, donde se conservan hasta el día de hoy.

## Obsequio al Cabildo de Buenos Aires
El 6 de septiembre de 1813, el General Belgrano, antes de partir con sus fuerzas hacia el norte para enfrentarse con los realistas envió dos notas al Cabildo de Buenos Aires, en una de ellas presentaba la lista de las damas donantes de la reliquia y en la otra señalaba que dejaba depositada la Tarja en el Cabildo. La Tarja fue trasladada desarmada, por sus grandes dimensiones, y al llegar a su destino se encargó al platero Juan de Dios Rivera Túpac-Amaru (1760-1843) la tarea de armarla.

## Su incorporación al Museo Histórico Nacional
El 10 de mayo de 1890, el primer director del Museo Histórico Nacional, Adolfo Carranza, obtuvo la donación de la Tarja que se encontraba en la sala de audiencias del Tribunal Superior de Justicia. Junto a la joya también se incorporaron al Museo la lámina de Oruro y las dos medallas de oro donadas por el General Belgrano. Desde 1897 se encuentra en la sede del Museo, en parque Lezama, antigua residencia  del acaudalado comerciante salteño José Gregorio Lezama. 

## Análisis de la obra
La Tarja es una obra de difícil interpretación por la cantidad de elementos que la componen y por la distribución de los mismos. Si bien existentes diferente criterios, en 1917 Antonio Dellepiane propuso descomponerla en tres ovalos concéntricos para su estudio.

### El primer óvalo
Se encuentra en el centro de la Tarja, Consiste en un perfil de Sudamérica elaborado en plata que llega desde las islas Malvinas hasta el istmo de Panamá. Enmarca un escudo en oro con un poema en el que se presenta a Belgrano como el protector de América.

### El segundo óvalo
En el extremo superior presenta a la Villa de Potosí y al cerro Rico con sus minas y caminos. En el centro de la Villa una figura (que representaría a las damas potosinas) sosteniendo una cadena de oro que desciende por derecha e izquierda del óvalo central y viene a juntarse en un escudo inferior simbolizando de esta forma la unidad americana. A ambos lados dos cintas de plata que simbolizarían los ríos Paraná y Uruguay convergiendo en el Río de la Plata. 

### El tercer óvalo
Lo forman una guirnalda en el extremo inferior rematada en una representación campaniforme y dos guirnaldas superiores que se unen por sus extremos. Corona la estructura la figura de un cacique que sostiene en su mano izquierda un puñal y en la derecha una lanza coronada por un gorro de manga. Cuatro figuras humanas, sosteniendo sendos escudetes, completan la joya. A través de los textos escritos en los mismos puede leerse un poema dedicado al General Belgrano